# Günther Hänse
Günther Hänse (* 6. Mai 1928 in Weimar; † 14. Oktober 2004 ebenda) war ein deutscher Germanist und Heimatforscher.

## Leben
Günther Hänse war Sohn des Verwaltungsangestellten Karl Hänse in Weimar. Nach seiner Schulzeit und nach kriegsbedingter Unterbrechung machte Hänse am Schillergymnasium in Weimar 1947 sein Abitur. Von 1947 bis 1952 studierte Hänse Pädagogik, Germanistik und Geographie in Jena, wo er 1952 das Mittelschulexamen ablegte. 1954  bis 1959 machte er in Jena sein Oberschulexamen. Von 1952 bis 1962 bis zur Auflösung der ABF an der Hochschule für Architektur und Bauwesen Weimar war er dort Dozent. Dann wurde er 1962 am Pädagogischen Institut in der Abteilung „Deutsche Sprache“ eingestellt.
Günther Hänse promovierte an der damaligen Karl-Marx-Universität Leipzig mit einer Arbeit über die Flurnamen der Stadt und des Landkreises Weimar 1964. Seine Habilitation erfolgte 1979 an der Friedrich-Schiller-Universität Jena mit einer Arbeit unter dem Titel Untersuchung zur sprachlichen Reflexion von Einstellungen angestellt an Texten und am Wortschatz der journalistischen Berichterstattung über die Volksrepublik Angola in der ‚Jungen Welt‘ im Zeitraum von Mai 1976 bis Mai 1977. Der in Jena am Institut für Germanistik lehrende Hänse machte sich um die Flurnamen Mitteldeutschlands – insbesondere Thüringens – verdient. Hierzu verfasste Hänse zahlreiche Publikationen. Beispielsweise war er beteiligt am Band 61 der Reihe Landschaften in Deutschland.

## Werke (Auswahl)
- Die Flurnamen des Stadt- und Landkreises Weimar, masch.-schriftl. Diss. A, Leipzig 1964.
- Untersuchung zur sprachlichen Reflexion von Einstellungen angestellt an Texten und am Wortschatz der journalistischen Berichterstattung über die Volksrepublik Angola in der "Jungen Welt" im Zeitraum von Mai 1976 bis Mai 1977, Habil-Schrift, Jena 1979.
- Die Flurnamen des Landkreises Weimar (Deutsch-Slawische Forschungen zur Namenskunde, Ausgabe 24), Akademieverlag, 1970.
- Die Flurnamen im Weimarer Land [Escher Taschenbuch], Rhinoverlag, Ilmenau 2000.
- Die Flurnamen im Weimarer Land [Escher Taschenbuch], Rhinoverlag, Ilmenau 2001.
- Sprachkultur und fremdsprachlicher Deutschunterricht in: Deutsch als Fremdsprache (1989, Nr. 03: 142–147)
- Namenkunde und Siedlungsgeschichte : Beiträge zu den Flurnamen des Weimarer Landes in Zeitschriften und Zeitungen 1964–2003, Weimar 2003.